# Le Français (film, 2004)
Pour les articles homonymes, voir Français (homonymie).
Pour plus de détails, voir Fiche technique et Distribution.
Le Français (titre original : Француз) est une comédie romantique russe réalisée par Vera Storojeva et sortie en 2004.

## Synopsis
Le baron français Paul de Rousseau (Thierry Monfray) correspond avec Irina, une jeune fille russe (Iekaterina Voulitchenko), que son valet Guillaume (Bernard Passavi) a trouvée par l'intermédiaire d'une agence matrimoniale. Rencontrant par hasard la traductrice Anna (Maria Goloubkina), il découvre que les lettres envoyées au nom d'Irina ont en fait été écrites par Anna en son nom propre. Anna est diplômée de l'université d'État de Moscou, et après avoir obtenu son diplôme, elle est retournée dans sa ville natale, Gloukhaïa Potma. Paul tombe éperdument amoureux d'Anna et tente de gagner son amour. Qu'est-ce qui n'arrive pas au baron en Russie : d'un riche noble, il devient un sans-abri grâce aux efforts habiles de pickpockets de trains, reçoit en cadeau un sapin de Noël, qui est ensuite emporté par une vieille dame, apprend à boire de la vodka grâce à un pari, trouve l'amour de sa vie, la sépare de son fiancé (Garik Soukatchev) et ramène sa bien-aimée et tous ses nouveaux amis russes à Paris.

## Fiche technique
- Titre français : Le Français[1]
- Titre original russe : Француз, Frantsouz'[2]
- Réalisation : Vera Storojeva
- Scénario : Ilia Avramenko (ru)[3]
- Photographie : Grigori Iablotchnikov
- Musique : Andreï Antonenko
- Production : Sabina Ieremeïeva (ru), Iekaterina Filippova, Vladimir Lebedev
- Sociétés de production : TVS (ru), Studio Éléphant
- Pays de production :  Russie
- Langue originale : russe
- Format : couleurs
- Genre : comédie romantique
- Durée : 104 minutes
- Dates de sortie : 
  - Russie : 7 janvier 2004

## Distribution
- Maria Goloubkina (ru) : Anna
- Thierry Monfray : Paul
- Inga Oboldina (ru) : Tamara
- Iekaterina Voulitchenko (ru) : Irina Kouznetsova
- Ielena Makhova : Olga
- Ievgueni Syty (ru) : Commandant de compagnie
- Aleksandr Topouria : Ketchaïev